# Crepidium josephianum
Crepidium josephianum är en orkidéart som först beskrevs av Heinrich Gustav Reichenbach, och fick sitt nu gällande namn av Marg.. Crepidium josephianum ingår i släktet Crepidium, och familjen orkidéer. Inga underarter finns listade i Catalogue of Life.

## Bildgalleri

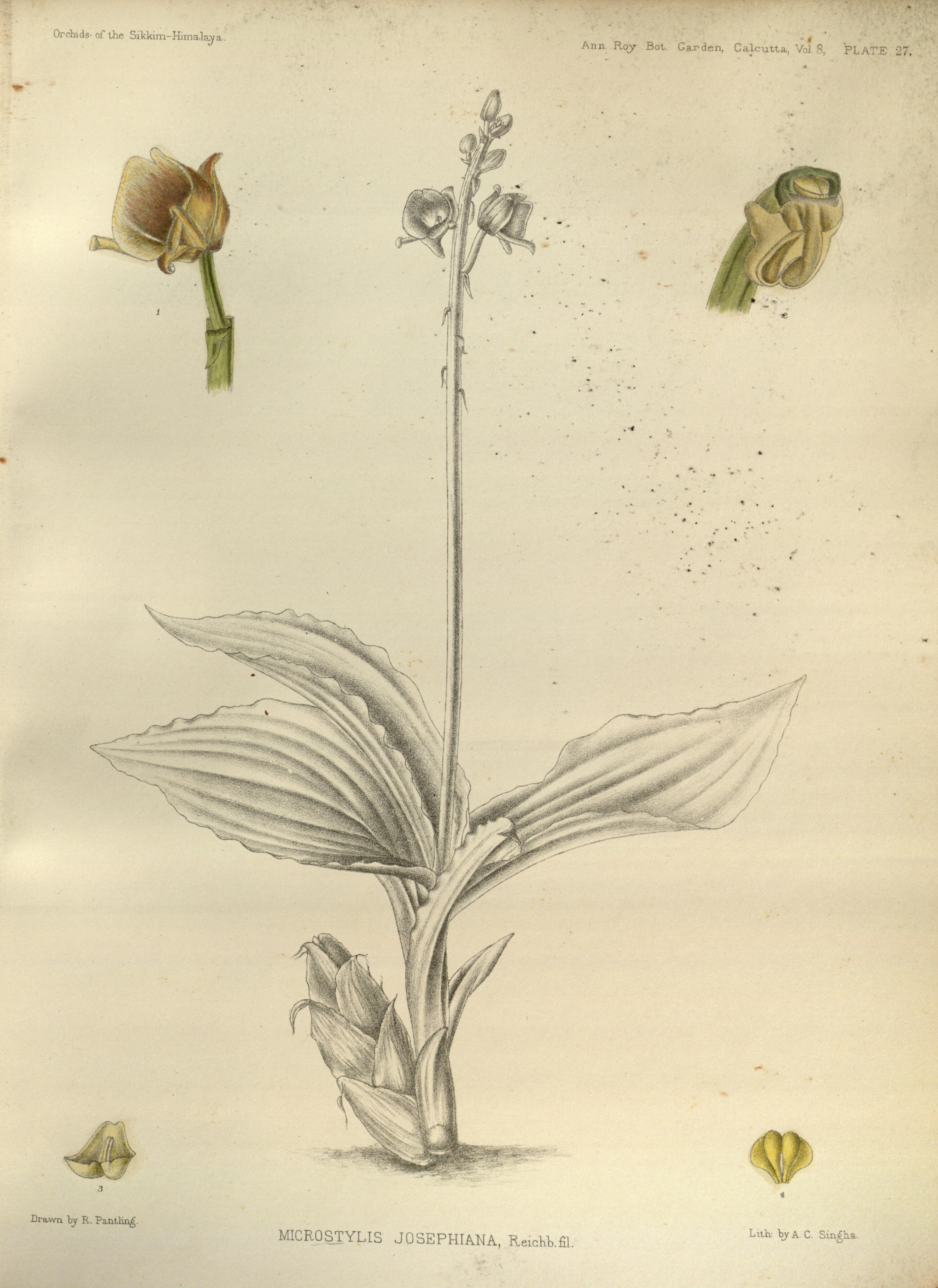